# Stadtverkehrsgesellschaft Frankfurt (Oder)

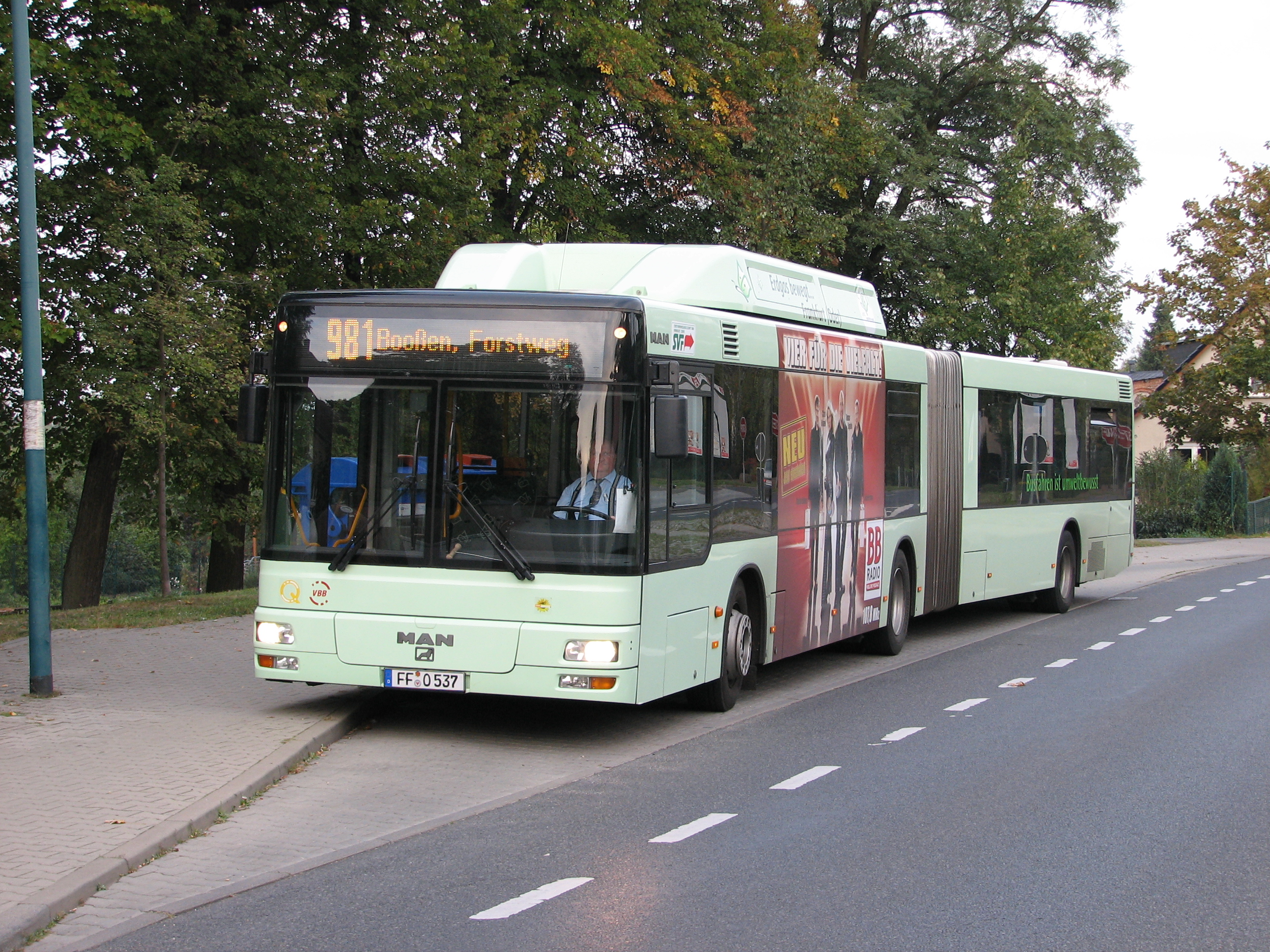
MAN NG313 als Buslinie 981 Richtung Booßen

Die Stadtverkehrsgesellschaft mbH Frankfurt (Oder) (SVF) ist ein Verkehrsunternehmen in Frankfurt (Oder). Sie betreibt die Straßenbahn Frankfurt (Oder) sowie das Stadtbusliniennetz.
Das Unternehmen beschäftigt etwa 180 Mitarbeiter und hat einen Fahrzeugbestand von 23 Straßenbahnwagen und 26 Bussen. Es ist Mitglied im Verkehrsverbund Berlin-Brandenburg (VBB).

## Geschichte
Das Unternehmen wurde am 1. Juli 1990 durch Abspaltung des dem ÖPNV dienenden Vermögens von der Kraftverkehrsgesellschaft mbH Frankfurt (Oder) und die Einbringung in die Gesellschaft als Sacheinlage gegründet. Bis zum 1. Juli 1992 gehörte auch noch der Regionalverkehr zur Gesellschaft. Zum 1. Januar 1992 wurde die Gesellschaft kommunalisiert.
Ziel der Gesellschaft war es, sich auf das Kerngeschäft, die Durchführung des Stadtverkehrs mit Straßenbahnen und Bussen, zu konzentrieren. In den ersten Jahren lag dabei der Schwerpunkt auf der Sanierung des Unternehmens. Dadurch sollte unter den Schwierigkeiten durch die Strukturanpassungen in der Stadt Frankfurt (Oder) die Stabilität und Zuverlässigkeit der Beförderungsleistung gewährleistet werden. Insbesondere der Rückgang der Fahrgastzahlen durch den Einbruch der Bevölkerungszahlen im Bediengebiet kennzeichnete diese Phase.
Ab dem Jahr 1993 konnte man von einer Stabilisierung der Fahrgastzahlen sprechen. Der Fahrzeugpark wurde modernisiert und stellt heute das Rückgrat für den Standard in der Beförderungsqualität dar. Speziell mit der Einführung der ersten acht Niederflurstraßenbahnen ab 1994 und der Modernisierung der Haltestellen wurden erste Schritte in Richtung barrierefreier Mobilität unternommen.
Die Stadtverkehrsgesellschaft mbH Frankfurt (Oder) (SVF) war mit der Region Hannover und der BVG einer der drei Preisträger im bundesweit ausgelobten Pilotprojekt Anspruchsvolle Umweltstandards im ÖPNV-Wettbewerb des Bundesministerium für Umwelt, Naturschutz und Reaktorsicherheit. Das Konzept der SVF bestand in der Errichtung der ersten öffentlichen Erdgastankstelle in Frankfurt (Oder) sowie der kompletten Neubeschaffung der Busflotte mit Umstieg auf Erdgasantrieb. Ab September 2002 fuhren elf MAN-Solobusse und ab 2003 elf Gelenkbusse durch Frankfurt, die den Abgasstandard EEV (enhanced environmentally friendly vehicle) erfüllten.

1999 wurde erstmals über eine internationale Verbindung der Städte Frankfurt (Oder) in Deutschland und Słubice in Polen diskutiert, da bis zu dem Zeitpunkt noch keine existierte. Für die Umsetzung fand am 22. Januar 2006 eine Bürgerbefragung statt, für den Bau einer Straßenbahnlinie über die Oder nach Słubice. 30 % der 58.000 stimmberechtigten Einwohnern haben teilgenommen. 17 % waren für- und 83 % waren gegen den Bau einer Straßenbahn. Daraufhin wurde das Projekt vorerst verworfen. Im Mai 2008 wurde das Projekt wieder hervorgeholt. Es fanden weitere Sitzungen statt, weitere Machbarkeitsstudien dazu wurden gemacht. So fand dann am 22. März 2012 die Erteilung der Genehmigung für den grenzüberschreitenden Linienverkehr, diesmal aber mit Omnibusse, statt. Daraufhin wurde zum Fahrplanwechsel am 9. Dezember 2012 die internationale Buslinie 983 eingeführt.

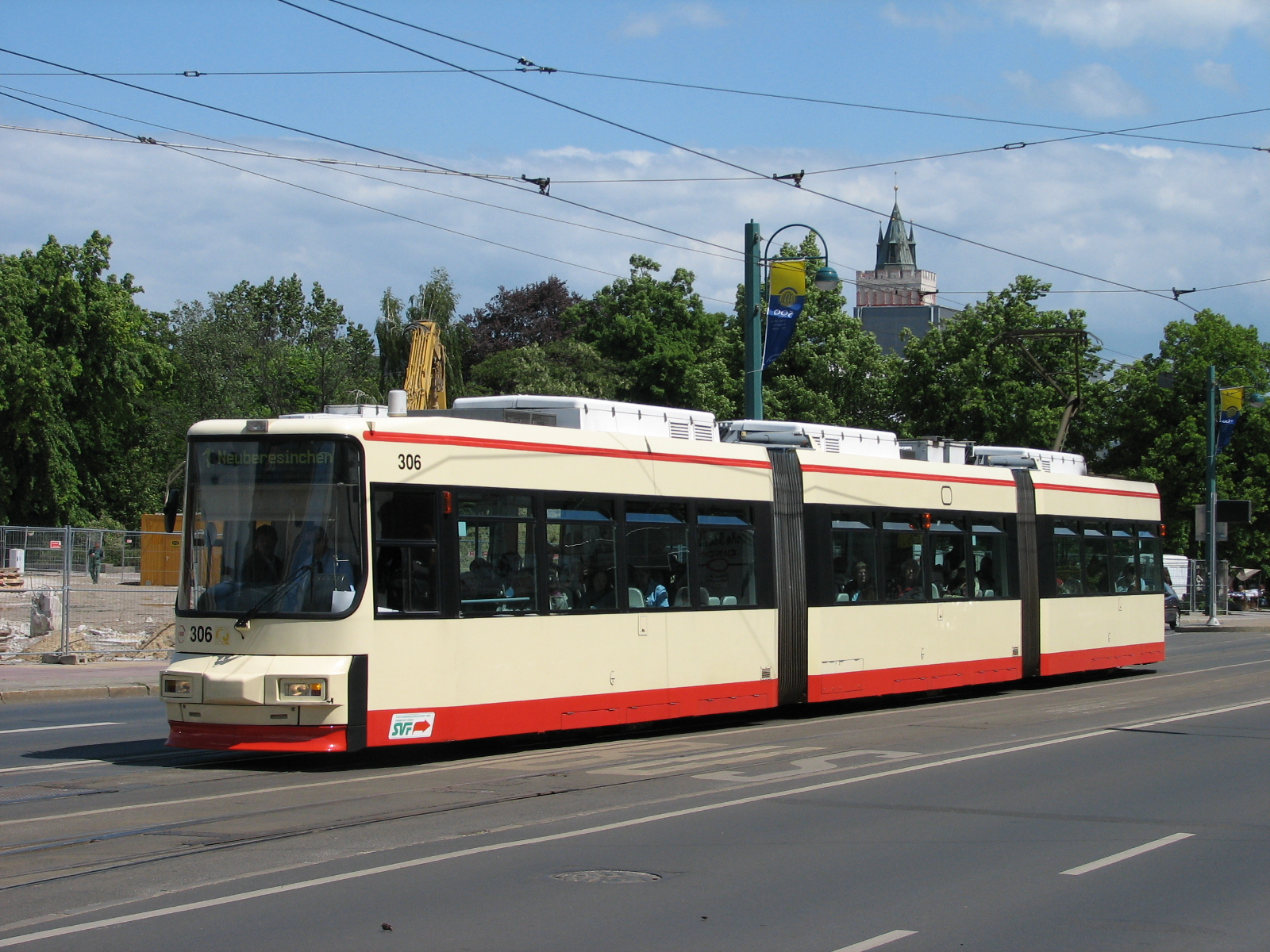
GT6M als Straßenbahnlinie 1 Ri. Neuberesinchen

## Linien

### Straßenbahnnetz
| Linie | Linienführung                                                                                          | Takt                         |
| ----- | --- | ---------------------------- |
| 1     | Neuberesinchen – Birkenallee – Dresdener Platz – Bahnhof – Zentrum – Anger – Stadion                   | 20 min / 30 min              |
| 2     | Messegelände – Westkreuz – Kießlingplatz – Kleistpark – Zentrum – Oderturm – Europa-Universität        | 20 min / 30 min (HVZ 10 min) |
| 3     | Markendorf, Ort – Kopernikusstr. – Dresdener Platz – Bahnhof – Zentrum – Oderturm – Europa-Universität | 20 min                       |
| 4     | Markendorf, Ort – Kopernikusstr. – Dresdener Platz – Bahnhof – Zentrum – Magistrale – Lebuser Vorstadt | 20 min / 30 min              |
| 5     | Neuberesinchen – Birkenallee – Dresdener Platz – Bahnhof – Kleistpark – Westkreuz – Messegelände       | 20 min (nur in der HVZ)      |

### Busnetz
| Linie | Linienverlauf | Bemerkungen                                                 |
| ----- | --- | ----------------------------------------------------------- |
| 980   | Bahnhof – Zentrum – Magistrale – Hansastr. – Klingetal – Messegelände – Messering – Kopernikusstr.                      | 30–Min–Takt                                                 |
| 981   | (Booßen –) Spitzkrug Nord – (Kliestow –) Prager Str. – Magistrale – Zentrum – Bahnhof – Baumschulenweg – Kopernikusstr. | 20–Min–Takt; in der HVZ 10–Min–Takt; bis Booßen 60–Min–Takt |
| 982   | Bahnhof – Goethestr. – Messegelände – Rosengarten – Pagram – Lichtenberg – Markendorf, Ort                              | 60–Min–Takt; am Wochenende 120–Min–Takt                     |
| 983   | Bahnhof – Zentrum (– Europa-Universität) – Magistrale – Intermarche – Poczta – Słubice, Dworzec Autobusowy              | 30–Min–Takt; am Wochenende 60–Min–Takt                      |
| 984   | Bahnhof – Zentrum – Anger – Grenzbahnhof – Güldendorf – Lossow – HeleneCamp – Helenesee                                 | 60-Min-Takt; 120–Min–Takt                                   |
| 986   | Bahnhof – Dresdener Platz – Neuberesinchen – Malchow, Forstereiweg – HeleneCamp – Helenesee                             | 60-Min-Takt; 120–Min–Takt                                   |
| 987   | Spitzkrug Nord – Neuberesinchen Bhf. – Friedhof – Kopernikusstr. – Messegelände – Hansastr. – Neuberesinchen            | 60-Min-Takt; am Samstag 120–Min–Takt                        |
| 988   | Schulbusverkehr | unterschiedliche Linienführungen; kein fester Takt          |
| N1    | Bahnhof – Zentrum – Magistrale – Prager Str. – Klingetal – Kießlingplatz – Bahnhof                                      | Ring- und Nachtbuslinie 30-Min-Takt; 60–Min–Takt            |
| N2    | Bahnhof – Dresdener Platz – Baumschulenweg – Friedhof – Neuberesinchen – Bahnhof                                        | Ring- und Nachtbuslinie 30-Min-Takt; 60–Min–Takt            |

## Fahrzeuge

### Straßenbahn
Die SVF Frankfurt (Oder) setzt Fahrzeuge des tschechischen Herstellers ČKD Tatra, der Bauartbezeichnung KT4Dm ein. Von den ursprünglich 34 Fahrzeugen befinden sich aktuell noch 15 Fahrzeuge im Fuhrpark. Da die Fahrgastzahlen zurückgingen, wurden einzelne Wagen ausgemustert und dienen heutzutage als Ersatzteilspender für die noch in betrieblichen KT4.
Neben den 15 Tatra-Straßenbahnen besitzt die SVF zusätzlich noch acht barrierefreie Fahrzeuge vom Hersteller ADtrans/Bombardier, des Typs GT6M.
Als Ersatz für die Tatras sollen ab 2023 neue Straßenbahnen in den Fuhrpark der SVF gelangen. Diese werden vom Hersteller Škoda unter der Bezeichnung ForCity Plus gebaut. Gemeinsam mit den Städten Cottbus und Brandenburg (Havel) sollen insgesamt 24 Neufahrzeuge in die drei Städte geliefert werden, 13 davon an die SVF Frankfurt (Oder).

### Bus
- sechs Solobusse des Typs MAN A21 Lion’s City NL273 CNG (Baujahre 2014 – 2017)
- vier Solobusse des Typs MAN 12G Lion’s City NL280 EfficientHybrid (Baujahr 2021)
- 10 Gelenkbusse des Typs MAN A23 Lion’s City G NG313 CNG (Baujahre 2013 – 2018)
- sechs Gelenkbusse des Typs MAN 18G Lion’s City NG360 EfficientHybrid (Baujahre 2021 – 2022)